# Rushmoor
Rushmoor ist ein Verwaltungsbezirk mit dem Status eines Borough in der Grafschaft Hampshire in England. Der Bezirk umfasst die Städte Aldershot und Farnborough. Er wurde am 1. April 1974 gebildet und entstand aus der Fusion der Urban Districts Aldershot und Farnborough.
Die Bevölkerung Rushmoors ist in den letzten zwei Jahrhunderten von 1.366 Personen im Jahr 1801 über 39.616 Personen im Jahr 1901 bis über 90.000 Personen im Jahr 2001 angestiegen.

## Wahlen
Ratswahlen (elections to the council) finden in vier Jahren dreimal statt, wobei jeweils ein Drittel der Sitze im Rat gewählt wird. Seit 1973 hatten entweder die Konservativen oder keine Partei die absolute Mehrheit. Seit der Wahl im Jahr 2000 hatten die Konservativen die absolute Mehrheit. Die letzte Wahl im Jahr 2010 führte zu der folgenden Sitzverteilung: 30 Sitze für die Konservativen, 6 für die Liberaldemokraten, und 6 für die Labour Party.
Bei den Wahlen im Jahr 2014 kam es zu folgendem Ergebnis:
- Conservative Party: 24 Sitze (− 1)
- Labour Party: 12 Sitze (+ 1)
- UK Independence Party: 3 Sitze (± 0)

(in Klammern: Gewinn/Verlust gegenüber der vorigen Wahl)

## Städtepartnerschaften
Rushmoor steht in Städtepartnerschaft mit folgenden Städten:
- Meudon in Frankreich
- Oberursel (Taunus) in Deutschland, seit 1989
- Rzeszów in Polen
- Sulechów in Polen
- Dayton (Ohio) in den USA